# Matěj Radosta
Matěj Radosta, né le 10 mai 2001 en Tchéquie, est un footballeur tchèque qui évolue au poste de milieu central au FK Teplice.

## Biographie

### En club
Né en Tchéquie, Matěj Radosta est formé par le FK Teplice.
Il joue son premier match en professionnel avec le FK Teplice, le 6 novembre 2018, lors d'une rencontre de coupe de Tchéquie face au Dukla Prague. Il entre en jeu à la place de Daniel Trubač et son équipe s'impose par trois buts à un. Il fait sa première apparition en première division tchèque le 8 mars 2019, contre le FK Jablonec. Il entre en jeu à la place de Jan Kuchta et son équipe s'incline par deux buts à un. Alors âgé de 17 ans, Radosta est le deuxième plus jeune joueur de la ligue lors de cette saison 2018-2019.
Le 20 août 2019, Matěj Radosta prolonge son contrat avec le FK Teplice, étant alors lié au club jusqu'en juin 2023.

### En sélection
Matěj Radosta représente l'équipe de Tchéquie des moins de 17 ans. Il joue six matchs avec cette sélection entre 2017 et 2018.
Avec les moins de 18 ans il joue un total de huit matchs et marque un but.